# IC 4434
IC 4434 је лентикуларна галаксија у сазвјежђу Волар која се налази на листи објеката дубоког неба у Индекс каталогу.
Деклинација објекта је + 16° 12' 28" а ректасцензија 14h 27m 54,7s. Привидна величина (магнитуда) објекта IC 4434 износи 14,4 а фотографска магнитуда 15,4. IC 4434 је још познат и под ознакама CGCG 104-30, DRCG 29-9, NPM1G +16.0386, PGC 51651.